# Патруль: По законам улиц
«Патруль: По законам улиц» (дат. Shorta) — кинофильм режиссёров Фредерика Луиса Виида и Андерса Эльхольма, вышедший на экраны в 2020 году. Название ленты отсылает к арабскому слову, обозначающему полицию.

## Сюжет
После того, как полиция в ходе задержания тяжело травмировала арабского иммигранта, начинается внутреннее расследование, а всем патрулям даны указания быть как можно более внимательными и осторожными. Офицеры Майк Андерсен и Йенс Хёйер отправляются вместе в патруль и заезжают в район компактного проживания выходцев из арабских стран. Находящийся на взводе Майк останавливает случайно подвернувшегося молодого человека по имени Амос и устраивает тому жёсткий обыск. Тот отвечает брошенной в полицейскую машину бутылкой с водой. В ходе погони офицерам удаётся догнать и арестовать Амоса. В этот момент приходит известие о смерти травмированного полицией араба, что сразу же вызывает всплеск негодования со стороны местного населения. Майк и Йенс теряют машину и вынуждены пешком выбираться из района с риском для жизни...

## В ролях
- Якоб Ломан — Майк Андерсен
- Саймон Сирс — Йенс Хёйер
- Тарек Зайят — Амос Аль-Шами
- Дульфи Аль-Джабури — Сами
- Исса Хаттаб — Иза
- Абдельмалик Дафлауи — Даниэль
- Эзлем Сагланмак — Абия
- Лара Аксой — Амира
- Ариан Кашеф — Осман

## Награды и номинации
- 2020 — участие в неделе критиков на Венецианском кинофестивале.
- 2020 — приз за лучшую режиссуру и приз ФИПРЕССИ на кинофестивале в Салониках.
- 2020 — участие в конкурсной программе Каирского кинофестиваля.
- 2021 — 4 номинации на премию «Бодиль»: лучший фильм, лучший актёр (Якоб Ломан и Саймон Сирс), премия талантам от Arbejdernes Landsbank (Андерс Эльхольм и Фредерик Луис Виид).
- 2021 — 2 премии «Роберт» за лучшую женскую роль второго плана (Эзлем Сагланмак) и за лучший звук (Мортен Грин), а также 9 номинаций: лучший фильм, лучший оригинальный сценарий (Андерс Эльхольм и Фредерик Луис Виид), лучший актёр (Якоб Ломан), лучшая операторская работа (Якоб Мёллер), лучшая оригинальная музыка (Мартин Дирков), лучший монтаж (Андерс Альбьерг Кристиансен), лучшая работа художника-постановщика (Густав Понтоппидан), лучший грим (Хенрик Стеен), лучшие визуальные эффекты (Йонас Дрен, Ян Твиллинг).